# Ghislaine de Féligonde (Rose)
Die Rosensorte Ghislaine de Féligonde ist eine Rambler-Rose, die der französische Rosenzüchter Eugène Turbat aus der Multiflora-Rambler-Rose 'Goldfinch' × Sämling gezüchtet hat und in Bagatelle bei Paris 1916 ausstellte. 'Ghislaine de Féligonde' sei nach einer Frau benannt, die ihren Mann rettete, als er im Ersten Weltkrieg verwundet zwischen den feindlichen Linien lag. Diese bisher in vielen Rosenbüchern zu findende Version ist inzwischen widerlegt. Danach soll laut Madeleine Mathiot im Bulletin de l’Association Roses anciennes en France no.11 vom Herbst 2005, der Name von Jean Claude Nicolas Forestier (1861–1930), einem französischen Landschaftsarchitekten aus Paris und Freund des Züchters, vorgeschlagen worden sein. Ghislaine (1914–1994) war zwei Jahre alt und die Tochter eines mit ihm befreundeten Ehepaars de Féligonde, mit dem er später am Château de Chantemesle in Logron / Eure-et-Loir, an den Garten anlegte.
'Ghislaine de Féligonde' kann als kleine Kletterrose an einem Rosenbogen oder auch als freistehende Strauchrose gepflanzt werden. Als Kletterrose erreicht sie etwa 3–4 m Höhe, als Strauch wird sie 2 m hoch und 2 m breit. Ihre kleinen, moschusartig duftenden Blüten erscheinen in Büscheln zu 6–12, sind 4,5 cm groß und variieren von lachsrosa bis gelb. Bei Hitze sind sie blassapricot und werden schnell weiß. Bei kühler Witterung wirken sie mehr rosa und verblassen nicht. Die Blüten sind gefüllt mit goldgelben Staubgefäßen.
'Ghislaine de Féligonde' remontiert öfter im Jahr, wobei sie nach jedem Flor eine deutliche Pause einlegt. Sie hat gesundes, hellgrünes Laub, wenig Stacheln und verträgt auch Halbschatten. Sie ist frosthart bis −23 °C (USDA-Zone 6). Eine Pflanzung in Kübeln wird nicht empfohlen.

## Galerie

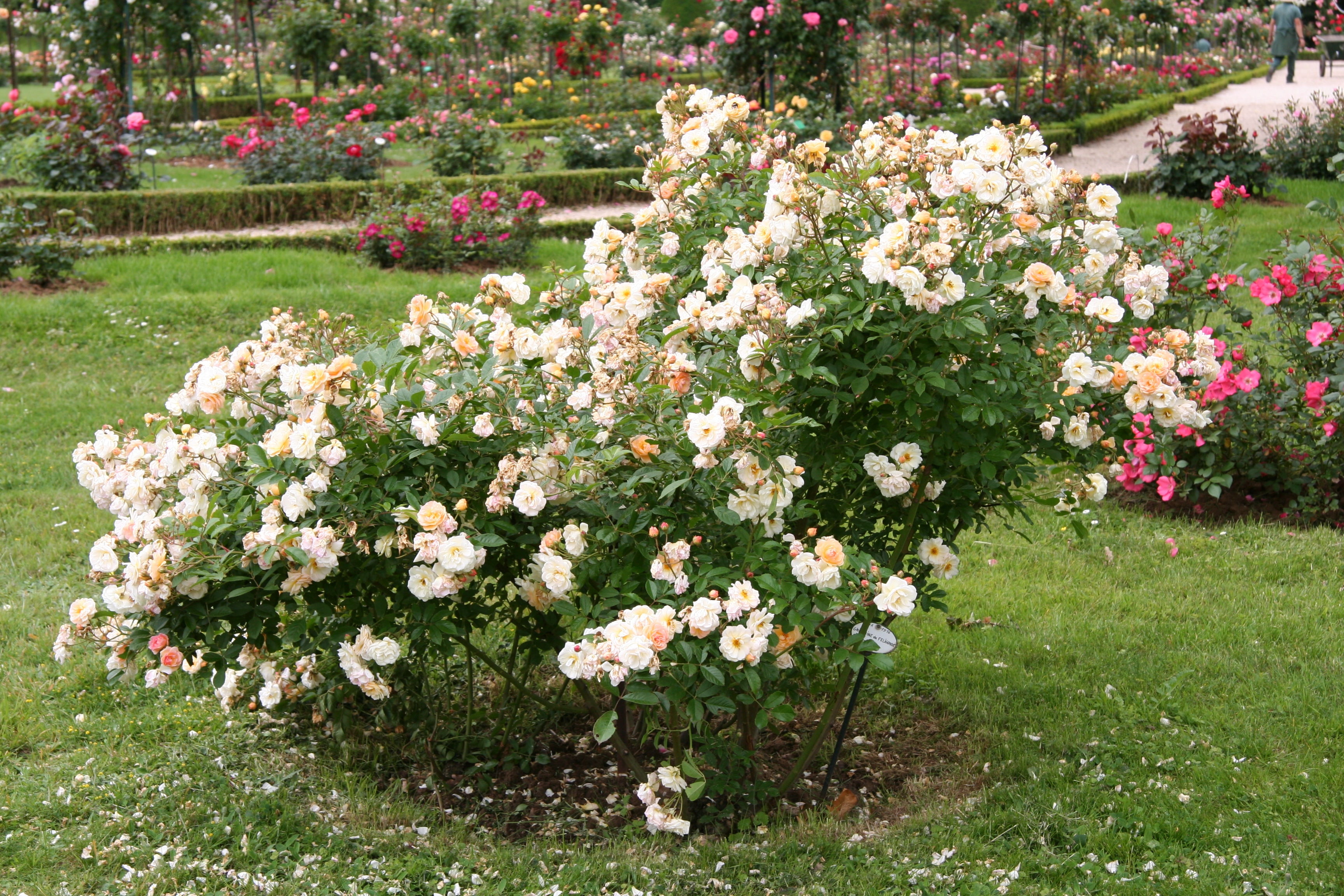
Rosa 'Ghislaine de Féligonde' im Parc de Bagatelle, Paris
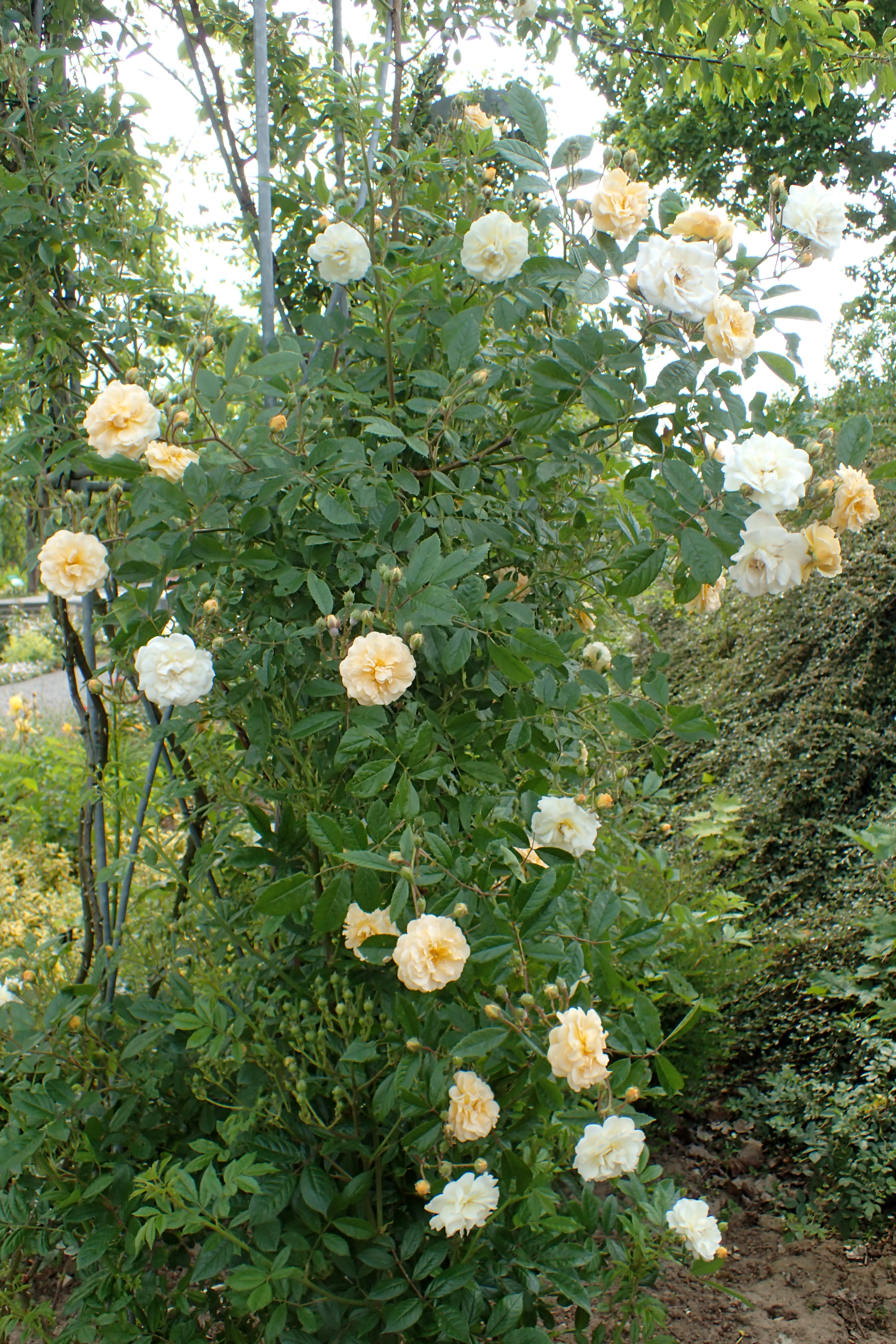
Rosa 'Ghislaine de Féligonde', Europa-Rosarium Sangerhausen
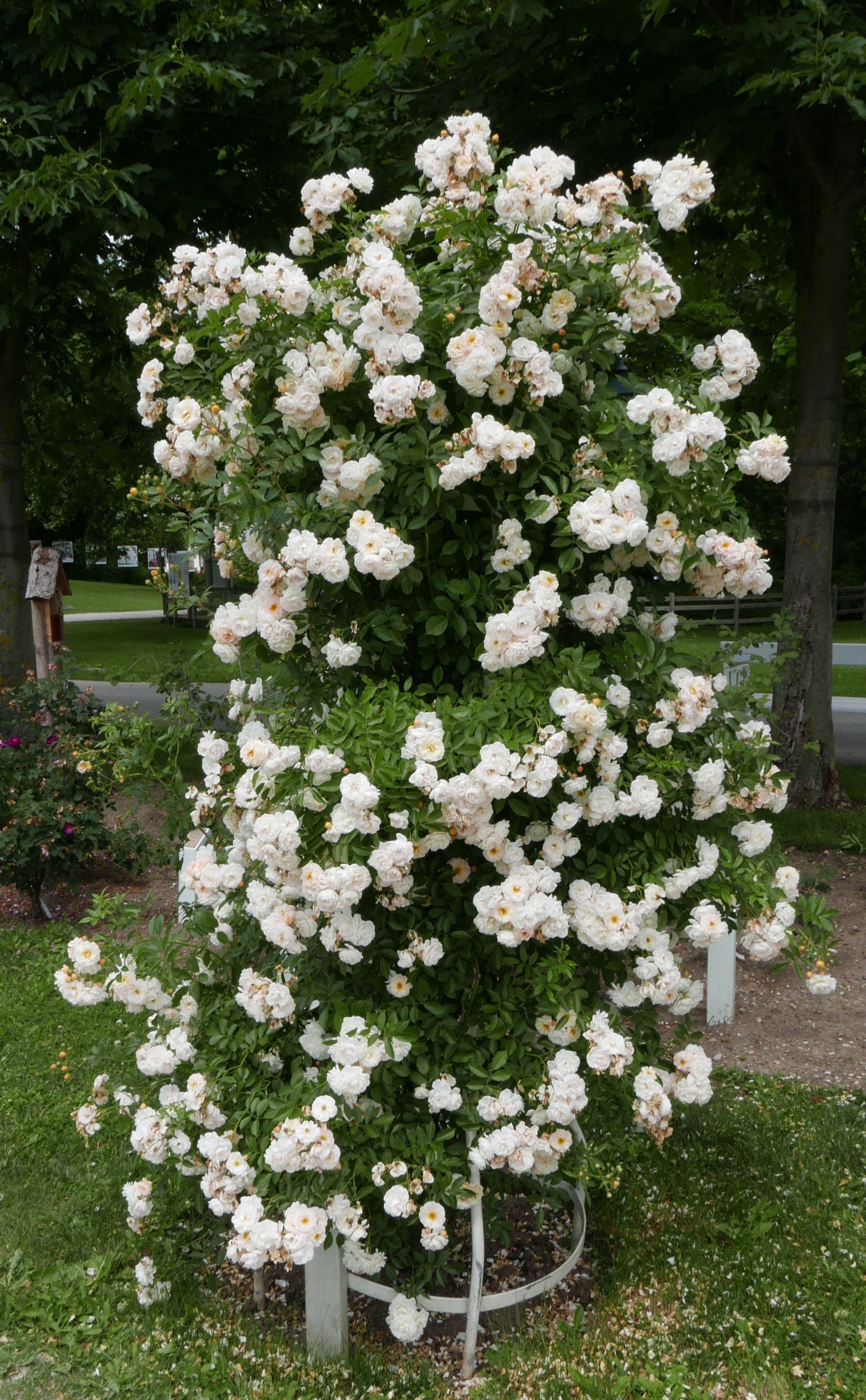
Rosa 'Ghislaine de Féligonde', Rosarium Baden
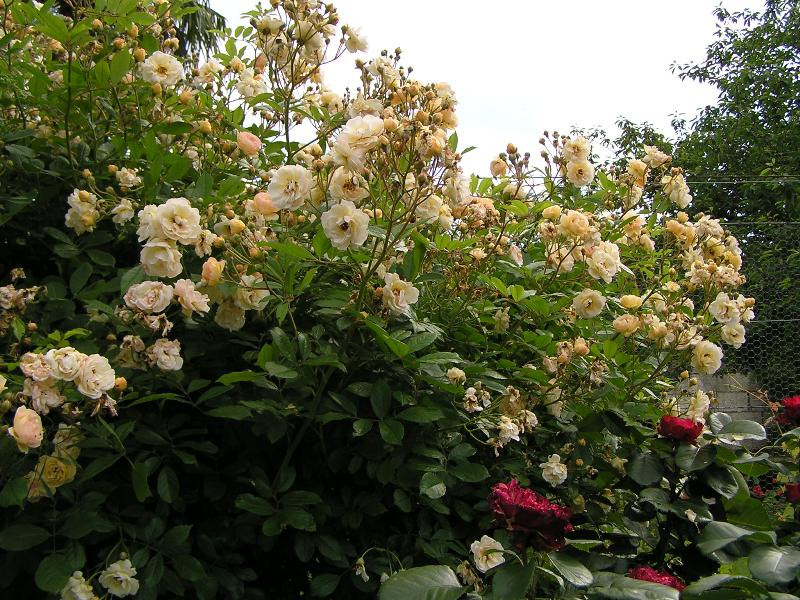
Strauch
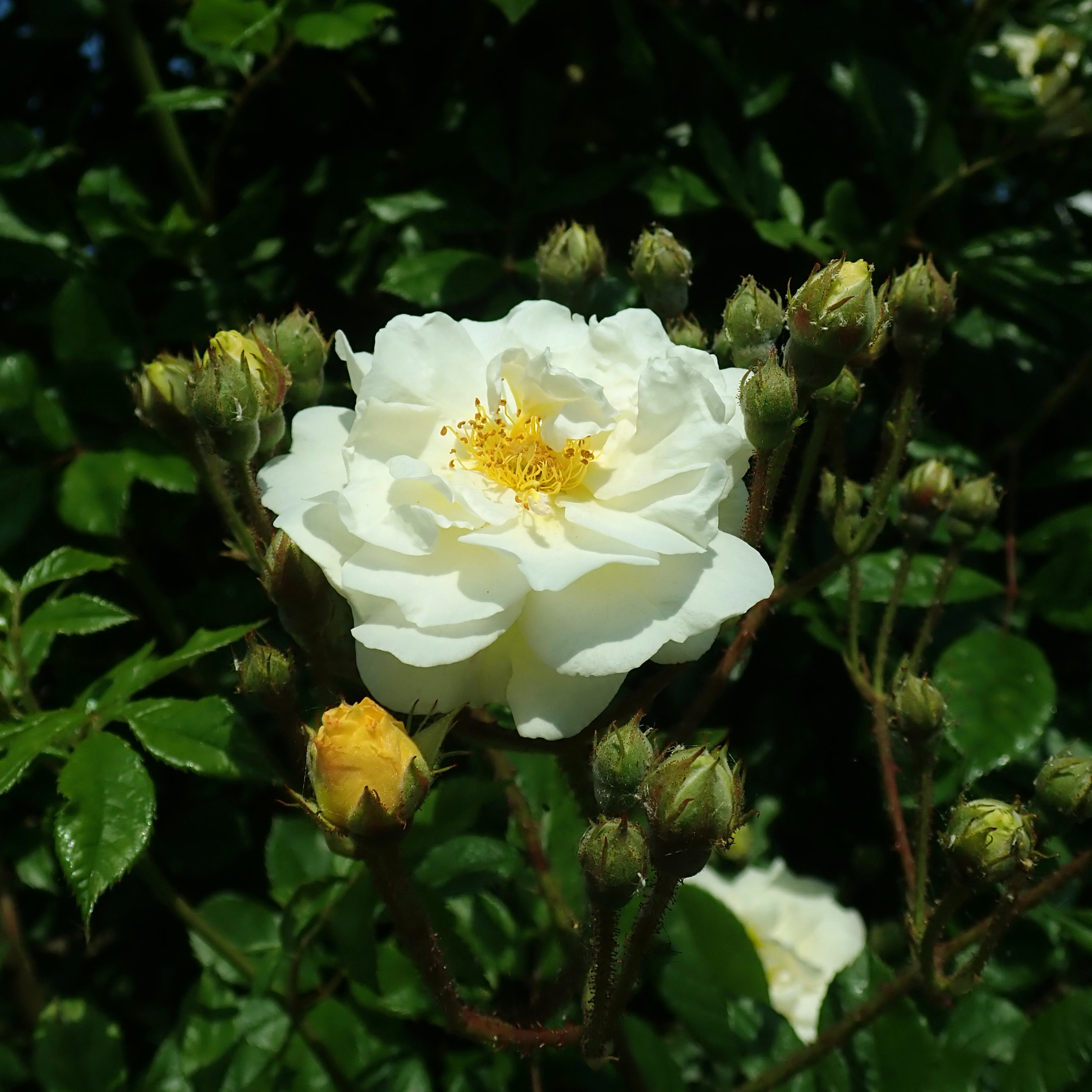
Rosa 'Ghislaine de Féligonde', Europa-Rosarium Sangerhausen
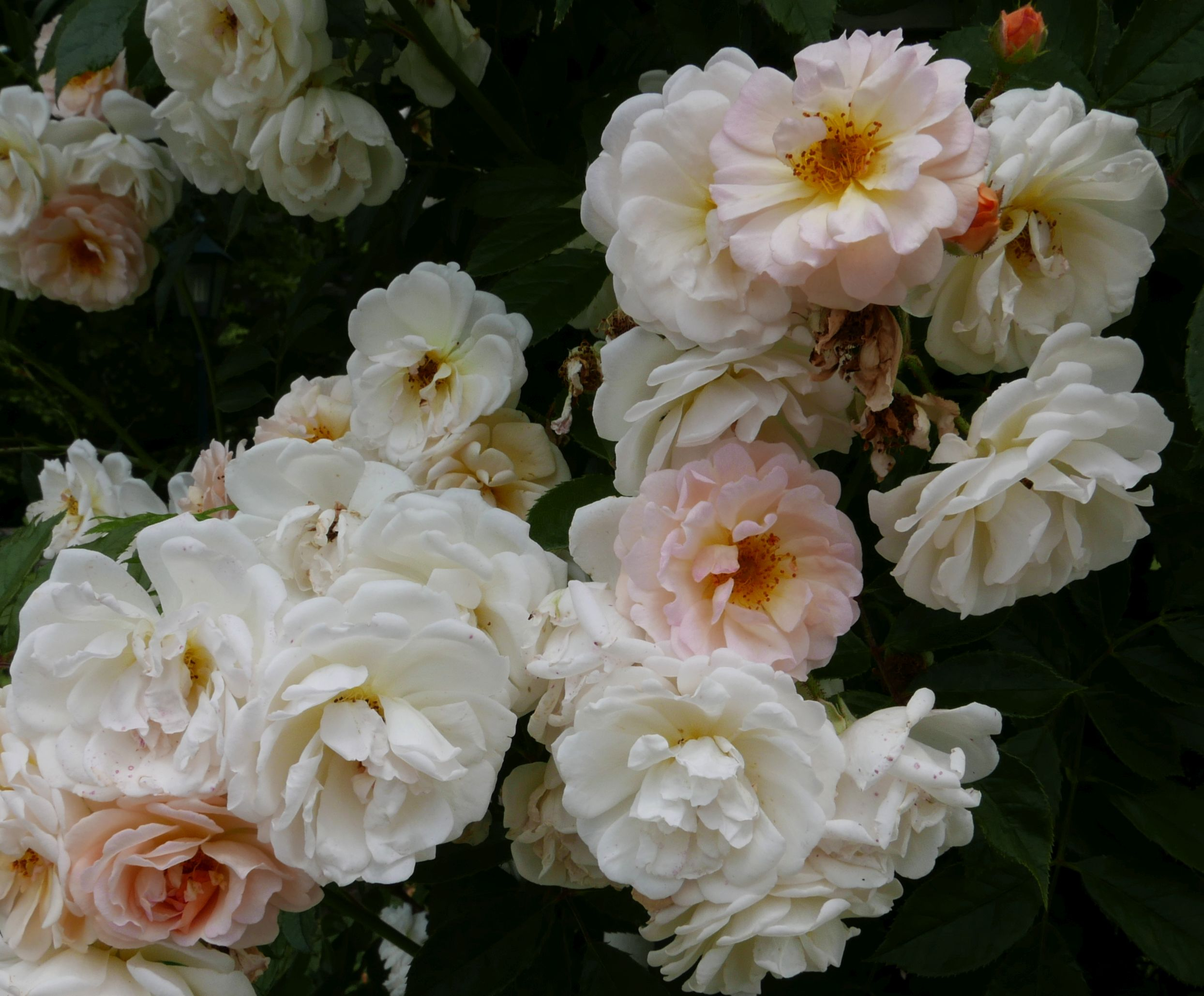
Rosa 'Ghislaine de Feligonde', Rosarium Baden
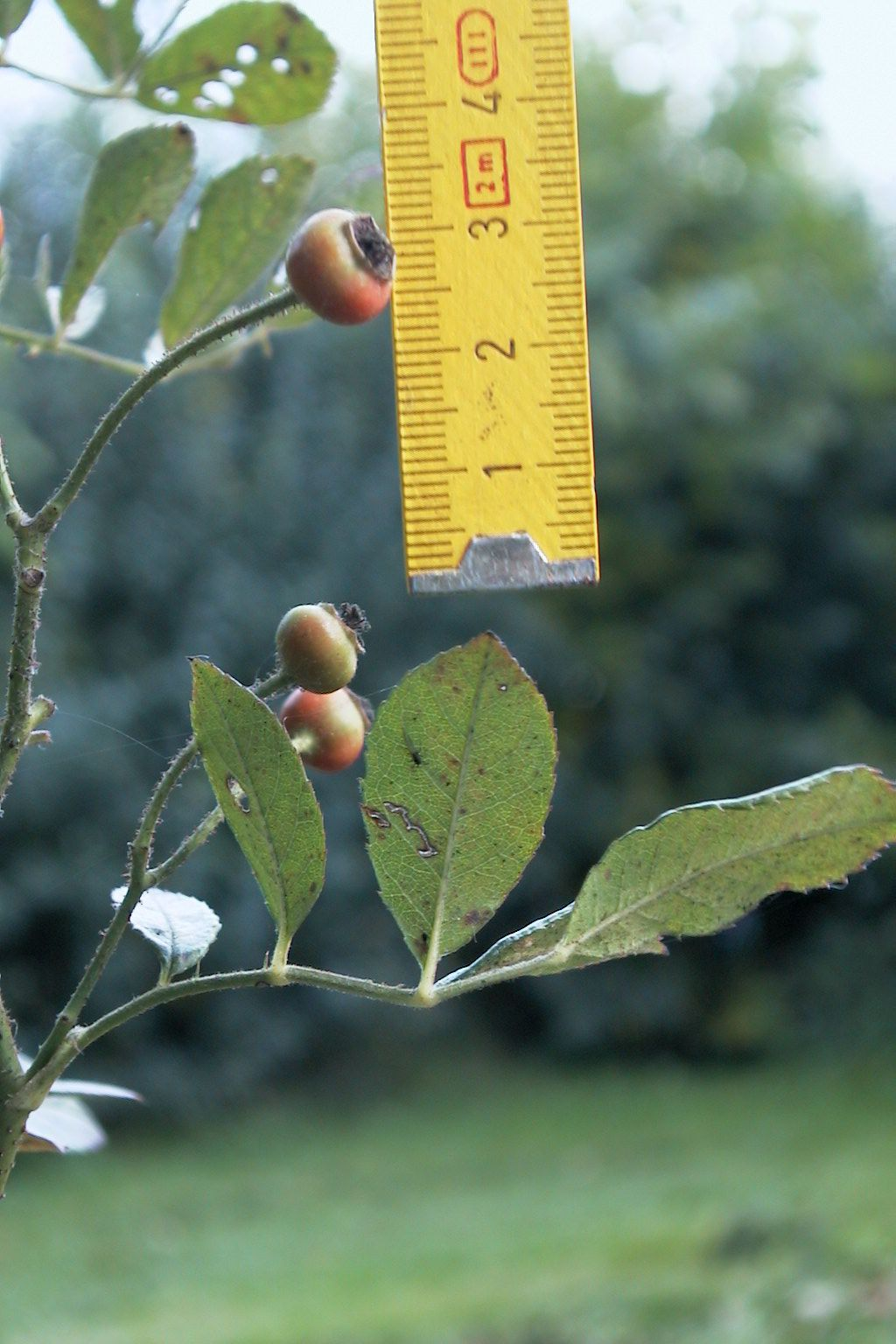
Hagebutten